# Collabs
Collabs è un EP della cantante statunitense Halsey, pubblicato nel 2020.

## Tracce
1. Dominic's Interlude (con Dominic Fike) – 1:16
2. Suga's Interlude (con Suga) – 2:18
3. Alanis' Interlude (con Alanis Morissette) – 2:41
4. Without Me (Remix) (con Juice Wrld) – 3:48
5. Life's a Mess (con Juice Wrld) – 3:22
6. Be Kind (con Marshmello) – 2:52

Note
- Without Me (Remix) contiene interpolazioni tratte da Cry Me a River (2002), scritto da Justin Timberlake, Timothy Mosley e Scott Storch.